# Bobsleje na Zimowych Igrzyskach Olimpijskich 2002 – czwórki mężczyzn
Turniej czwórek mężczyzn w bobslejach podczas XIX Zimowych Igrzysk Olimpijskich w Salt Lake City odbył się w dniach 22-23 lutego 2002. Do rywalizacji przystąpiło 33 drużyny (135 sportowców) z 26 krajów. Areną zawodów był tor bobsjelowy w Utah Olympic Park. Mistrzami olimpijskimi zostali Niemcy André Lange, Enrico Kühn, Kevin Kuske i Carsten Embach.

## System rozgrywek
Każda z załóg wykonała cztery ślizgi. Na ostateczny wynik składała się suma czasów przejazdów ze wszystkich ślizgów.

## Wyniki
| Poz. | Nr | Reprezentacja                        | Zawodnicy                                                                               | Ślizgi | Ślizgi | Ślizgi | Ślizgi | Czas    |
| Poz. | Nr | Reprezentacja                        | Zawodnicy                                                                               | 1.     | 2.     | 3.     | 4.     | Czas    |
| ---- | -- | ------------------------------------ | --------------------------------------------------------------------------------------- | ------ | ------ | ------ | ------ | ------- |
| 1.   | 8  | Niemcy II                            | André Lange Enrico Kühn Kevin Kuske Carsten Embach                                      | 46.71  | 46.64  | 46.84  | 47.32  | 3:07.51 |
| 2.   | 10 | Stany Zjednoczone I                  | Todd Hays Randy Jones Bill Schuffenhauer Garrett Hines                                  | 46.65  | 46.61  | 47.22  | 47.33  | 3:07.81 |
| 3.   | 20 | Stany Zjednoczone II                 | Brian Shimer Mike Kohn Doug Sharp Dan Steele                                            | 46.83  | 46.82  | 46.98  | 47.23  | 3:07.86 |
| 4.   | 5  | Szwajcaria I                         | Martin Annen Silvio Schaufelberger Beat Hefti Cédric Grand                              | 46.72  | 46.63  | 47.11  | 47.49  | 3:07.95 |
| 5.   | 1  | Francja I                            | Bruno Mingeon Éric Le Chanony Christophe Fouquet Alexandre Arbez                        | 46.92  | 46.86  | 47.25  | 47.53  | 3:08.56 |
| 6.   | 7  | Szwajcaria II                        | Christian Reich Steve Anderhub Guido Acklin Urs Aeberhard                               | 46.71  | 46.93  | 47.33  | 47.62  | 3:08.59 |
| 7.   | 12 | Łotwa I                              | Sandis Prūsis Mārcis Rullis Jānis Silarājs Jānis Ozols                                  | 46.99  | 46.82  | 47.60  | 47.65  | 3:09.06 |
| 8.   | 3  | Rosja I                              | Jewgienij Popow Piotr Makarczuk Siergiej Gołubiew Dmitrij Stiopuszkin                   | 47.14  | 46.98  | 47.45  | 47.58  | 3:09.15 |
| 9.   | 16 | Kanada                               | Pierre Lueders Ken LeBlanc Giulio Zardo Pascal Caron                                    | 47.12  | 46.97  | 47.41  | 47.67  | 3:09.17 |
| 10.  | 2  | Francja II                           | Bruno Thomas Michel André Thibault Giroud Philippe Paviot                               | 46.88  | 47.03  | 47.47  | 47.82  | 3:09.20 |
| 11.  | 19 | Wielka Brytania I                    | Neil Scarisbrick Scott Rider Phil Goedluck Dean Ward                                    | 47.09  | 47.05  | 47.44  | 47.79  | 3:09.37 |
| 12.  | 21 | Łotwa II                             | Gatis Gūts Intars Dīcmanis Māris Rozentāls Gunārs Bumbulis                              | 46.99  | 46.99  | 47.80  | 47.66  | 3:09.44 |
| 13.  | 6  | Austria                              | Wolfgang Stampfer Michael Müller Klaus Seelos Martin Schützenauer                       | 47.19  | 47.27  | 47.51  | 47.60  | 3:09.57 |
| 14.  | 18 | Wielka Brytania II                   | Lee Johnston Phil Harries Dave McCalla Paul Attwood                                     | 47.06  | 47.32  | 47.41  | 47.98  | 3:09.77 |
| 15.  | 17 | Czechy                               | Pavel Puškár Milan Studnička Peter Kondrát Ivo Danilevič Jan Kobián                     | 47.23  | 47.17  | 47.58  | 47.95  | 3:09.93 |
| 16.  | 11 | Rosja II                             | Aleksandr Zubkow Aleksiej Sieliwierstow Filipp Jegorow Aleksiej Andriunin               | 47.26  | 47.09  | 47.76  | 48.04  | 3:10.15 |
| 17.  | 9  | Holandia                             | Arend Glas Arnold van Calker Timothy Beck Marcel Welten                                 | 47.15  | 47.18  | 47.82  | 48.23  | 3:10.38 |
| 18.  | 22 | Polska                               | Tomasz Żyła Dawid Kupczyk Krzysztof Sieńko Tomasz Gatka                                 | 47.22  | 47.48  | 47.93  | 48.10  | 3:10.73 |
| 19.  | 14 | Włochy                               | Fabrizio Tosini Andrea Pais de Libera Massimiliano Rota Giona Cividino                  | 47.48  | 47.40  | 48.11  | 47.97  | 3:10.96 |
| 20.  | 13 | Japonia                              | Hiroshi Suzuki Shinji Miura Shinji Doigawa Masanori Inoue                               | 47.65  | 47.46  | 47.92  | 48.14  | 3:11.17 |
| 21.  | 26 | Rumunia                              | Florian Enache Adrian Duminicel Iulian Păcioianu Teodor Demetriad                       | 47.59  | 47.66  | 48.19  | 48.22  | 3:11.66 |
| 22.  | 28 | Ukraina                              | Ołeh Poływacz Bohdan Zamostianyk Ołeksandr Iwanyszyn Jurij Żurawski                     | 48.03  | 48.09  | 48.76  | 48.89  | 3:13.77 |
| 23.  | 33 | Węgry                                | Nicholas Frankl Márton Gyulai Péter Pallai Bertalan Pintér Zsolt Zsombor                | 48.26  | 48.18  | 49.03  | 49.08  | 3:14.55 |
| 24.  | 30 | Słowacja                             | Milan Jagnešák Braňo Prieložný Marián Vanderka Róbert Kresťanko                         | 47.80  | 47.88  | 51.10  | 48.64  | 3:15.42 |
| 25.  | 27 | Serbia i Czarnogóra                  | Boris Rađenović Dalibor Đurđić Rašo Vucinić Vuk Rađenović                               | 48.66  | 48.79  | 48.97  | 49.13  | 3:15.55 |
| 26.  | 29 | Chorwacja                            | Ivan Šola Boris Lovrić Đulijano Koludra Niki Drpić Igor Boraska                         | 48.84  | 48.45  | 49.17  | 49.68  | 3:16.14 |
| 27.  | 32 | Brazylia                             | Eric Maleson Matheus Inocêncio Édson Bindilatti Cristiano Rogério Paes                  | 48.91  | 48.76  | 49.44  | 49.62  | 3:16.73 |
| 28.  | 24 | Monako                               | Albert II Grimaldi Charles Oula Sébastien Gattuso Patrice Servelle Jean-François Calmes | 47.82  | 48.02  | 52.44  | 48.91  | 3:17.19 |
| 29.  | 23 | Chińskie Tajpej                      | Chen Chinsan Chen Chienli Lin Rueiming Chen Chiensheng                                  | 48.86  | 49.19  | 50.03  | 49.68  | 3:17.76 |
| -    | 15 | Norwegia                             | Arnfinn Kristiansen Ole Christian Strømberg Bjarne Røyland Mariusz Musial               | 47.02  | 47.18  | 47.84  | DSQ    | DSQ     |
| -    | 4  | Niemcy I                             | Christoph Langen Markus Zimmermann Franz Sagmeister Stefan Barucha                      | 46.91  | 46.77  | DNF    | DNS    | DNF     |
| -    | 25 | Nowa Zelandia                        | Alan Henderson Steve Harrison Angus Ross Mark Edmond                                    | 50.67  | DNF    | DNS    | DNS    | DNF     |
| -    | 31 | Wyspy Dziewicze Stanów Zjednoczonych | Keith Sudziarski Paul Zar Christian Brown Mike Savitch                                  | 51.36  | DNF    | DNS    | DNS    | DNF     |